# 愛似百匯 (電視劇)
《愛似百匯》（英語：Love Buffet）是一部台灣偶像劇，由八大電視及可米國際影視聯合製作，改編自日本漫畫家七路眺同名暢銷漫畫《愛似百匯》，於2009年5月20日舉行開鏡記者會，此劇由飛輪海的成員炎亞綸、辰亦儒擔綱演出劇中兩大男主角，出演《痞子英雄》漢堡妹的喻虹淵擔綱演出劇中女主角。
本劇主要在台中，彰化拍攝。2009年8月因八八水災拍攝外場嚴重受損，只好停拍。後劇本經修改，在2010年4月15日正式復拍。

## 播出時間
以下時間以當地時間（台灣時間）為準

### 首播
| 頻道                   | 所在地   | 首播日期       | 播出時間           |
| ---------------------- | -------- | -------------- | ------------------ |
| 民視                   | 台灣     | 2010年12月19日 | 每星期日22:00播出  |
| 八大綜合台(有線台首播) | 台灣     | 2010年12月25日 | 每週六21:00播出    |
| 星和都會台             | 新加坡   | 2011年1月1日   | 每週六19:00播出    |
| Astro雙星              | 馬來西亞 | 2011年4月13日  | 每週一至週五 22:30 |
| 無綫電視J2             | 香港     | 2011年9月7日   | 每週一至週五 19:30 |

## 演員表

### 主要演員
| 角色   | 演員   | 關係/暱稱/簡介 | 登場集數 |
| 邢大業 | 辰亦儒 | 大業 1991年8月31日生 喜歡小風。太陽男。 樂業大學經濟系一年級學生，個性溫柔又孩子氣，臉上總是帶著陽光燦爛的笑容，愛逗別人開心，思想單純，給人一種莫名的親切感，所以很多人都喜歡他，不過很花心，對於週遭的人慷慨、友善，沒有遠大的志向，只希望能開開心心的過好每一天，無論走到哪裡，哪裡就充滿歡笑聲，雖然是學校的萬人迷，但其實對愛情的概念很模糊，每當有女生向他表白，他都會感到迷茫與為難，最後都會故作冷淡地拒絕對方，但其實只是對愛情的不了解，使他不想傷害對方，並希望大家都能夠維持朋友的關係，直到遇到小風，和小風及堂弟阿一之間陷入了三角關係後，他才知道真正的愛情。 | 全劇     |
| 邢一誠 | 炎亞綸 | 阿一 1992年1月1日生 喜歡小風。月亮男。 高智商，性格冷酷又少話，但很細心。樂業大學社工系一年級學生，跟小風是同班同學，一開始不喜歡小風，後來才慢慢喜歡上她。從小到大不管是數理或是體育、才藝，都是名列前矛的資優生，是樂業大學學生會會長。因為總是一副嚴肅的樣子，所以常常跟別人有些距離感，喜歡看書、聽音樂，跟堂哥大業最大的不同就是善於獨處，晚上在大阪燒店工作。當快要和小風修成正果時，前女友穎芝的出現，讓他和小風之間的感情發生了變化。但後來阿一知道自己心愛小風，因此向穎芝解釋自己最愛的人，並叫穎芝要與男朋友幸福地生活下去。                                      | 全劇     |
| 胡小风 | 喻虹淵 | 小風 1991年10月20日生 喜欢大业和阿一。第一次遇到轉學來的阿一與大業，對於這兩個截然不同的堂兄弟充滿了好奇。一開始，小風被大業溫暖又開朗的個性吸引，加上大業常常在自己有困難的時候主動幫忙，小風很快就喜歡上他。卻也因此，讓喜歡小風的阿一，成了默默守候小風的「好朋友」。兩種截然不同的感情和相處模式，在大業拒絕小風後起了變化，小風面對兩個在自己心中都日益重要的人，一場青澀又傷痕累累的愛戀，在小風的大學生活中悄悄展開。 | 全劇     |

### 其他演員
| 角色   | 演員   | 關係/暱稱/簡介 | 登場集數              |
| 張維基 | 脩     | 阿基 樂業大學經濟系一年級，大業的同班同學，吉他社的成員，家鄉在澎湖，一個人外宿在學校附近，吃飯時間會在學校餐廳打工。被大業誤會是小風喜歡的人，後與秋櫻交往，繼而結婚。                                                           | 第1,4-13集            |
| 秋櫻   | 王心如 | 秋櫻學姐 表裏性格不一。樂業大學企管系二年級，大業的學姐、網球社社長，大學裡公認的校園美女，男同學愛慕她、女同學崇拜她，溫柔、賢慧、聰明伶俐又善解人意，無論男女都喜歡她。先是喜歡大業，跟大業告白被拒絕，後與阿基交往，繼而結婚。 | 全劇                  |
| 莊大林 | 文雨非 | 18歲。樂業大學社工系一年級，小風同班同學，跟小森一樣都是小風在班上的好朋友。 | 第1-11,13集           |
| 小森   | 幃幃   | 18歲。樂業大學社工系一年級，小風同班同學，跟大林一樣都是小風在班上的好朋友。後和大業的朋友黑岩交往。 | 第1-11,13集           |
| 胡萬峻 | 卜學亮 | 風父 48歲購物台的銷售員，個性開朗又很會逗人開心，跟女兒之間的相處很像朋友一樣。 | 第1-6,10,13集         |
| 江彩娟 | 王彩樺 | 風媽 45歲一位網路美食評論作家，很懂得享受美食，並且說得一口好菜，但其實不會煮飯。如果要吃風媽煮的東西，大家寧可吃泡麵就好。 | 第1-7,10-13集         |
| 胡小雲 | 梁又琳 | 少女漫畫家 25歲。小風的姐姐，宅女型漫畫家，在家裡喜歡穿家居服、戴著厚重的黑框眼鏡，日夜顛倒的趕稿，不修邊幅的她在脫下眼鏡後，其實是超級大美女。常幻想自己跟漫畫中的男主角談戀愛。                                                 | 第1-6,8-13集          |
| Jack   | 王俠   | 邢爺爺 70歲。大業和邢一誠的爺爺，指標性泡麵公司的創辦人，目前是半退休狀態，希望栽培兩位愛孫作為公司的第三代接班人。 | 前序,第6,8-10,12-13集 |
| Rose   | 比莉   | 邢奶奶 65歲。大業和邢一誠的奶奶，18歲就被爺爺騙到手，因為保養有方、個性開朗，完全看不出是子孫滿堂的婆字輩。 | 前序,第6,8-10,12-13集 |
| 邢咕嘟 | 吳兆絃 | 6歲。邢一誠的妹妹，大業的堂妹，喜愛小風，渴望小風與阿一一起。 | 第7,9,11集            |
| 莊雅涵 | 王靜瑩 | 40歲。大業媽，自信、講話豪爽的女強人，外型打扮相當的時髦，有時候會有點搞笑，但又說起話來又氣勢十足，跟大業的之間的感情就像姐弟一樣。                                                                                              | 第10-11,13集          |
|        | 應采靈 | 40歲。邢一誠的母親，外型與大業媽不同，是個氣質沉靜的美女。 | 第11集                |

### 特別客串
| 角色   | 演員   | 關係/暱稱/簡介 | 登場集數  |
| 馮穎芝 | 侯佩岑 | 26歲。邢一誠前女友，剛出社會時就進邢家的公司任職。因為長相甜美，應對進退得宜，一直擔任公司高階主管的特助工作。因為男友長期在上海工作，自願請調至上海分公司當爺爺的秘書。 | 第7-10集  |
| 宜靜   | 安心亞 | 喜歡邢一誠，知道邢一誠喜歡小風，所以常常模仿她，但邢一誠還是喜歡小風。有被害妄想症。                                                                                     | 第12-13集 |

### 客串角色
| 角色            | 演員          | 關係/暱稱/簡介 | 登場集數                  |
| 李明翰          | 李明翰        | 樂團鼓手 | 第7,13集                  |
| 鄧樺敦          | 鄧樺敦        | 樂團貝斯 | 第7,13集                  |
| 胡小風 （幼年） |               | 胡小風小時候 | 前序                      |
| 邢一誠 （幼年） |               | 邢一誠小時候 | 前序,第8集                |
| 邢大業 （幼年） |               | 邢大業小時候 | 前序,第8集                |
| 吳建恆          | 吳建恆        | 廣播人員 | 前序                      |
| 用餐的客人甲    | 蔡頤榛        | 和用餐的客人己一起用餐 | 前序.第十集(小風牌子後面) |
| 用餐的客人乙    | 蔡芷紜        | 和用餐的客人丙一起用餐 | 前序.第十集(小風牌子後面) |
| 用餐的客人丙    | 宏正          | 和用餐的客人乙一起用餐 | 前序.第十集(小風牌子後面) |
| 用餐的客人丁    | 博焱          | 和用餐的客人戊一起用餐 | 前序                      |
| 用餐的客人戊    | 蕊蕊          | 和用餐的客人丁一起用餐 | 前序                      |
| 用餐的客人己    | 班傑          | 和用餐的客人甲用餐時吵架，向胡小風借椅子打用餐的客人甲                                                                                 | 前序.第十集(小風牌子後面) |
| 吳嘉祥          |               | 阿一和小風拜訪蒲公英之家的孤兒，血型ＡＢ型，１１月５日天蠍座，行為孤僻，不理人，不愛說話，易攻擊傷害別人跟自己，不輕易主動和人產生互動 | 第1集                     |
| 大業的學姐      | 曾沛慈        | 邢大業的學姊，因和男朋友分手而傷心，邢大業安慰她                                                                                       | 第1集                     |
| 老闆娘          | 蕭艾          | 大阪燒老闆娘，阿一在她的店工作 | 第2,5,6，9集              |
| 葉教授          | 都拉斯        | 幫小風推拿的師傅 | 第4集                     |
| 范家弱          | 陸弈靜        | 梨秋櫻和邢大業去參觀展覽的藝術家 | 第3集                     |
|                 | 小猴 (邵崇柏) | 向梨秋櫻告白失敗的人 | 第3集                     |
|                 | 陳珮騏        | 大阪燒店用餐的客人A，與阿一、大業、小風吵架                                                                                            | 第7集                     |
|                 | 左永寧        | 大阪燒店用餐的客人C，與阿一、大業、小風吵架                                                                                            | 第7集                     |
|                 | GIGI (林如琦) | 大阪燒店用餐的客人B，與阿一、大業、小風吵架                                                                                            | 第7集                     |
| 李董            | 李明依        | 穎芝男友Eason的老闆 | 第8集                     |

## 製作團隊
- 後製導演：張映綸
- 導演：吳建新
- 監製：杜榮峰、方可人
- 製作人：王傳仁、黃萬伯、馮家瑞
- 行銷統籌：蔡妃喬
- 策劃：黃家新
- 編審：楊舒涵
- 執行製作人：劉行、施文嘉
- 編劇：可胖可瘦編劇小組
- 副導演：陳怡婷
- 場記：范家瑋
- 製片組：周容戎、徐承暉、陳毅軒、劉玉琳
- 美術：鄭藹雲
- 道具：林建德、朱日千、林維岡、陳依位
- 攝影師：陳惠生
- 攝影助理：林玉堂、吳志浩
- 攝影器材：合瑪製作股份有限公司
- 燈光師：吳明德
- 燈光助理：蘇家誠、孫懷文、廖華甫
- 收音：蔡篤易
- 收音助理：陳濉
- 場務：徐志偉
- 場務助理：陳奕丞
- 場務器材：六福影視器材
- 造型：李郁婷
- 服裝：羅小文
- 梳化：小杜工作室－小小杜、球球、杜孟芳
- 後製統籌：林欣嫺
- 後製作：可米可愛後期製作
- 剪輯：陳俊宏、陳建志
- TC調光：李懿瀅
- DS套片：古訓銘、任哲勳
- DBTC EDIT：溫駿嚴、吳宜豐、魏道修、林郁紹
- 後期製作：台北影業
- 動畫：深入科技－Bobby、張巨虎、江榮智
- 音樂指導：吳嘉莉
- 編曲：嘉莉錄音編曲組
- 音效：嘉莉錄音工坊
- 後製錄音：嘉莉錄音工房
- 企劃宣傳：杜蕙如、陳玲慧、鄭雅慧、張翔茹、劉培玉、王琛媄、鄧清修、李清福、鄭晏、李伊婷
- 活動企劃：賴昱璇、鄭惠文
- 專案企劃：廖依鈴、蔡慧穎、劉文足、王建忠
- 公關宣傳：劉佳音
- 平面攝影：陳志昇
- 戲劇包裝：黃偉誠、楊志偉、郝思勤
- 視覺設計：孫寓恆、吳佳倩、陳宇青
- 動畫設計：劉國威
- 網頁設計：詹永祥
- 版權行銷：文素觀、陳君屏、陳啟超

## 音樂
- 主題曲：〈守護星〉作詞：陳信廷 作曲：郭偉麟 　演唱：飛輪海
- 片尾曲：〈誤會〉作詞：藍小邪　作曲：JerryC、楊子樸 　演唱：飛輪海
- 插曲:〈出口〉作詞:脩 作曲:脩 演唱:東城衞
- 伴奏:〈美麗新世界〉
- 插曲: <想飛> 作詞:脩 作曲:脩 演唱:東城衛
- 插曲: <第一次擁抱> 作詞:脩 作曲：冥 演唱:東城衛

## 播出集數
| 播映日期                                            | 集數 | 標題                             | 平均收視 | 收視排名 | 備註                                       |
| --------------------------------------------------- | ---- | -------------------------------- | -------- | -------- | ------------------------------------------ |
| 2010年12月19日                                      | 1    | 好想談戀愛                       | 1.12     | 2        | 續接2分鐘幕後大追集 15到24歲男生族群：1.20 |
| 2010年12月26日                                      | 2    | 會怕的話幹嘛要談戀愛             | 1.04     | 3        | 中視《女王不下班》完結篇                   |
| 2011年1月2日                                        | 3    | 戀愛一定要油門踩到底!            | 0.88     | 2        |                                            |
| 2011年1月9日                                        | 4    | 愛，就是好喜歡好喜歡到來不及準備 | 0.88     | 2        |                                            |
| 2011年1月16日                                       | 5    | 戀愛≠選擇題 沒有標準答案         | 1.04     | 1        |                                            |
| 2011年1月23日                                       | 6    | 愛情裡總是會有笨蛋               | 1.44     | 1        | 15分鐘最高分段收視：1.76                   |
| 2011年1月30日                                       | 7    | 愛情裡的謊言大都是用來騙自己     | 1.84     | 1        | 15分鐘最高分段收視：2.08                   |
| 2011年2月6日                                        | 8    | 同情≠愛情                        | 1.44     | 1        | 15分鐘最高分段收視：1.92                   |
| 2011年2月13日                                       | 9    | 不想失去你是否等於愛上你         | 1.12     | 2        | 中視《幸福最晴天》上檔                     |
| 2011年2月20日                                       | 10   | 有種幸福叫做在一起               | 1.20     | 2        |                                            |
| 2011年2月27日                                       | 11   | 兩人在一起≠愛♥情                 | 1.36     | 1        |                                            |
| 2011年3月6日                                        | 12   | 兩人同時握緊對方才叫牽手         | 1.28     | 2        |                                            |
| 2011年3月13日                                       | 13   | 昨天+今天=明天                   | 1.20     | 2        | 完結篇                                     |
| 平均收視率：1.22（由AGB尼爾森調查四歲以上收看觀眾） |      |                                  |          |          |                                            |

- 同時段偶像劇：台視：《國民英雄》、中視：《女王不下班 / 幸福最晴天》、華視：《花邊教主 / 戀愛講義之安室愛美惠》

## 大事記
- 2009年5月20日舉行開鏡記者會，訂定由飛輪海的辰亦儒、炎亞綸，Sweety的成員曾之喬擔綱演出[1]。
- 2009年7月23日在彰化員林正式開拍。
- 2009年8月28日原定2009年8月5日赴茂林國家風景區拍攝露營景，卻因八八水災導致茂林變樣，劇組停拍，重修劇本，另覓場景。
- 2010年3月15日曾之喬在Blog表示檔期無法配合和另一部戲撞檔而退出。
- 2010年3月8日由喻虹淵接手女主角[2]。
- 2010年3月11日演員在2010年3月10日正式定裝。
- 2010年4月15日正式復拍。
- 2010年6月4日舉行明道大學見面會[3]。
- 2010年6月21日侯佩岑客串演出[4]。
- 2010年8月24日舉辦愛似百匯殺青酒宴。
- 2010年10月14日〈娛樂百分百〉播映愛似百匯殺青酒宴新聞 。
- 2010年12月11日 辰亦儒，炎亞綸、喻虹淵 出席 【愛似百匯】台北搶鮮場 千人GIVE ME 5擊掌大集氣
- 2010年12月11日 辰亦儒，炎亞綸、喻虹淵 出席 【愛似百匯】台南搶鮮場 千人GIVE ME 5擊掌大集氣
- 2010年12月14日 〈娛樂百分百〉播映愛似百匯宣傳將上映的現在新聞。
- 2010年12月19日 首播
- 2010年12月24日 辰亦儒、喻虹淵上〈百萬小學堂〉
- 2011年1月1日 辰亦儒，炎亞綸、喻虹淵、球兒上〈娛樂百分百〉
- 2011年1月4日 辰亦儒，炎亞綸 〈娛樂百分百〉上綜合新聞 新聞內容 與粉絲玩拇指親親遊戲
- 2011年1月4日 辰亦儒，炎亞綸、喻虹淵 上 痞客邦 愛似百匯直播聊天室
- 2011年1月11日 辰亦儒，炎亞綸 、喻虹淵、脩、吳兆絃、球兒〈娛樂百分百 百分百娛樂王
- 2011年1月12日 辰亦儒，炎亞綸 〈娛樂百分百> 公益同樂會
- 2011年1月29日 炎亞綸 、喻虹淵 台北見面會
- 2011年1月29日 炎亞綸 、喻虹淵 台中見面會
- 2011年1月30日 辰亦儒，炎亞綸 、喻虹淵 嘉義見面會
- 2011年1月30日 辰亦儒，炎亞綸 、喻虹淵 高雄見面會
- 2011年2月15日 辰亦儒，炎亞綸 、喻虹淵 〈娛樂百分百〉〈獨家〉 與粉絲同樂

## 拍攝場景
- 彰化縣私立明道大學
- 元智大學
- 邢爺爺家：南投歐莉葉荷城堡
- 姐妹淘療傷之旅：走馬瀨農場
- 女孩們在溫泉區的療傷之旅：烏來墣石麗緻溫泉旅館
- 大業帶小風爬山散心：臺北市象山
- 大業和阿一對決幻想畫面：陽明山上
- 小風和咕嘟以俠女裝對決：桃園忠烈祠
- 小風幻想大業替她穿玻璃鞋：台北市自來水博物館

## 外部連結
- 《愛似百匯》民視官方網站
- 《愛似百匯》八大官方網站
- 《愛似百匯》官方facebook
- 《愛似百匯》官方部落格 （页面存档备份，存于）
- 《愛似百匯》官方預告-幸福花海篇
- 《愛似百匯》官方預告-戀愛城市篇
- 《愛似百匯》官方預告-希望海洋篇 （页面存档备份，存于）

## 節目的變遷
| 民視無線台 星期日 22:00 - 23:30                                         | 民視無線台 星期日 22:00 - 23:30           | 民視無線台 星期日 22:00 - 23:30   |
| ----------------------------------------------------------------------- | ----------------------------------------- | --------------------------------- |
|                                                                         | 愛似百匯 （2010.12.19 - 2011.03.13）      |                                   |
| 個人取向 （2010.9.5 - 2010.12.12）                                      | 愛讓我們在一起 (2011.03.20 - 2011.06.12） |                                   |
| 八大綜合台 星期六 22:00 - 23:30 1月8日起改為 21:00 - 22:30              |                                           |                                   |
| 愛∞無限 （2010.8.28 - 2010.12.04） 動畫特區 （2010.12.11 - 2010.12.18） | 愛似百匯 （2010.12.25 - 2011.03.19）      | 別愛我 (2011.03.26 - 2011.06.04） |

| 新加坡 星和都會台 星期六 19:00-20:30 2011.02.05，因春節暫停1次 4月2日起改為 20:00 - 21:30 | 新加坡 星和都會台 星期六 19:00-20:30 2011.02.05，因春節暫停1次 4月2日起改為 20:00 - 21:30         | 新加坡 星和都會台 星期六 19:00-20:30 2011.02.05，因春節暫停1次 4月2日起改為 20:00 - 21:30 |
| ----------------------------------------------------------------------------------------- | ------------------------------------------------------------------------------------------------- | ----------------------------------------------------------------------------------------- |
|                                                                                           | 愛似百匯 （2011.01.01 - 2011.04.02）                                                              |                                                                                           |
| 泡沫之夏 （2010.10.02 - 2010.12.25）                                                      | 愛∞無限製作花絮 （2011.04.09） 鍾無艷製作花絮 （2011.04.16） 飛行少年 （2011.04.23 - 2011.09.17） |                                                                                           |
| 新加坡 星和都會台 重播 星期一至五 08:00-09:20                                             |                                                                                                   |                                                                                           |
| 我的排队情人 （2012.03.08 - 2012.04.05）                                                  | 愛似百匯 （2012.04.06 - 2012.04.24）                                                              | 愛∞無限 （2012.04.25 - 2012.05.28）                                                       |

| 香港 無綫電視J2台 星期一至五 19:30-20:30   | 香港 無綫電視J2台 星期一至五 19:30-20:30 | 香港 無綫電視J2台 星期一至五 19:30-20:30 |
| ------------------------------------------ | ---------------------------------------- | ---------------------------------------- |
|                                            | 愛似百匯 （2011.09.07 - 2011.10.04）     |                                          |
| 偷心大聖P.S.男 （2011.07.19 - 2011.09.06） | 鍾無艷 （2011.10.05 - 2011.11.16）       |                                          |